# Джеймс Рассел (винахідник)
Джеймс Рассел — американський винахідник.

## Біографічні дані
Народився 1931 року в Бремертоні, штат Вашингтон. Здобув ступінь бакалавра фізики в Рід-коледжі в Портленді в 1953 році. Приєднався до лабораторії General Electric, що працювала поблизу, в Річленді, штат Вашингтон, де він спроєктував безліч експериментальної апаратури. Створив перший пристрій електронно-променевого зварювання.
У 1965 році Рассел приєднався до Тихоокеанської північно-західної національної лабораторії Інституту Battelle Memorial у Річленді. Там, у 1965 році, Рассел винайшов загальну концепцію оптичного цифрового запису та відтворення. Перші заявки на патенти Рассела, 3501586 та 3795902, були подані в 1966 та 1969 роках відповідно.